# آنتون شوایلن
آنتون شوایلن (اسلواکی: Anton Švajlen؛ زادهٔ ۳ دسامبر ۱۹۳۷) بازیکن فوتبال اهل چکسلواکی است.